# 바이윈구 (광저우시)

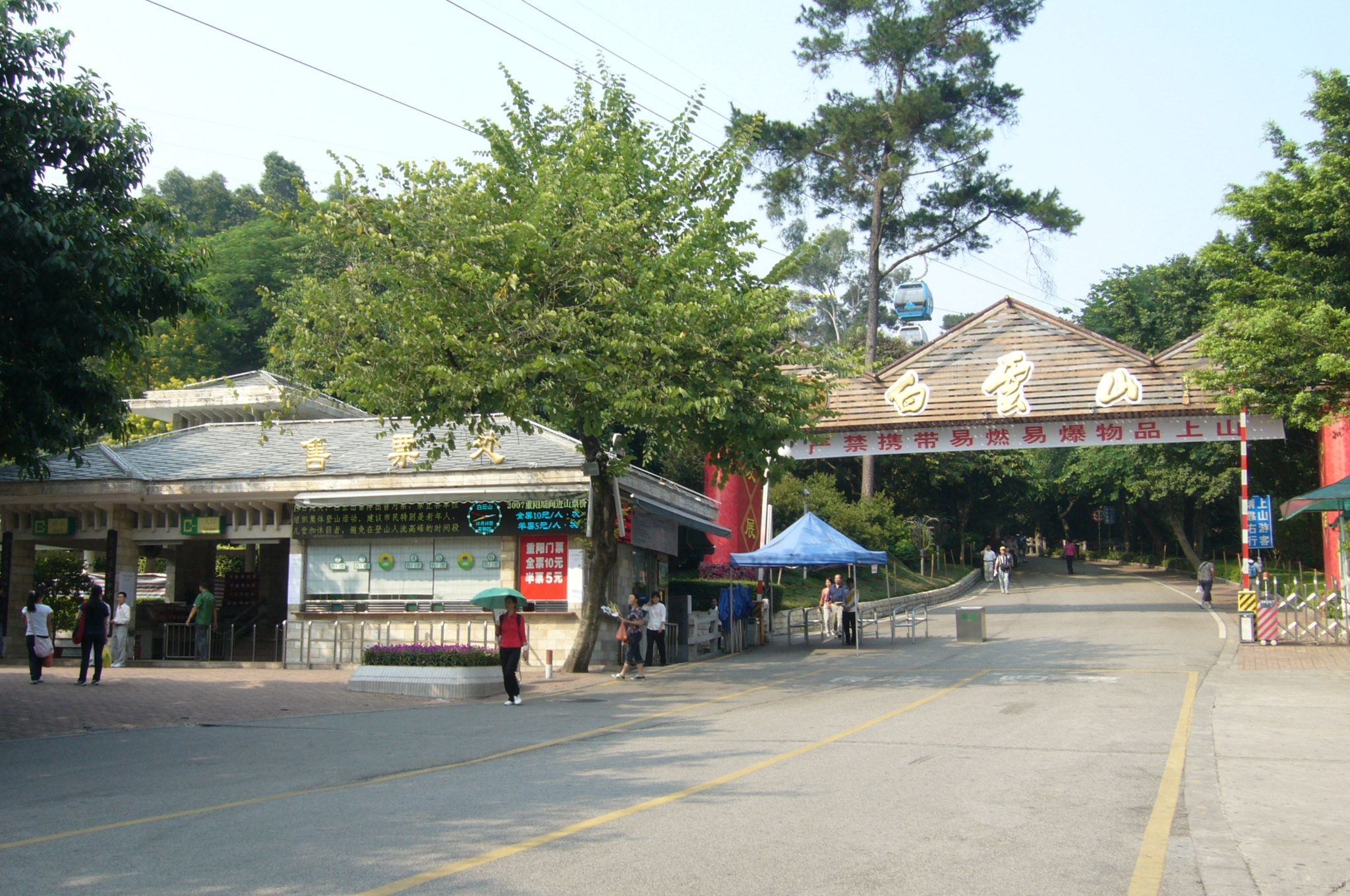
바이윈 산 정문

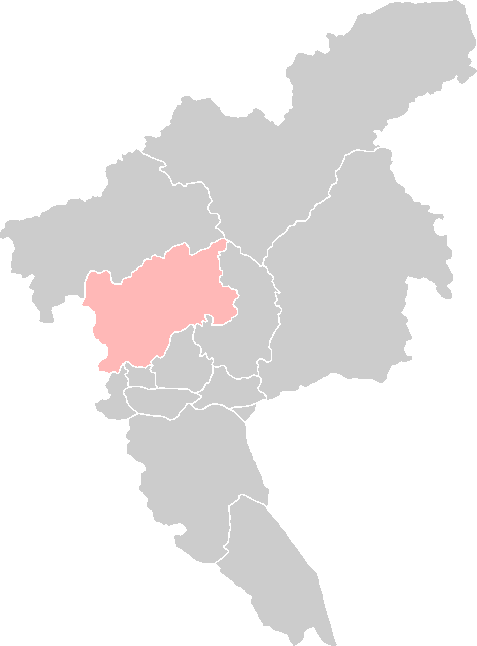
바이윈 구의 위치

바이윈구(중국어: 白云区, 병음: Báiyún Qū)는 중화인민공화국 광둥성 광저우시의 현급 행정구역이다. 넓이는 730km2이고, 인구는 2007년 기준으로 780,000명이다. 광저우 바이윈 국제공항이 있는 곳이기도 하다.

## 행정 구역
20개 가도, 4개 진을 관할한다.
- 가도:三元里街道、松洲街道、景泰街道、黄石街道、同德街道、棠景街道、新市街道、同和街道、京溪街道、永平街道、嘉禾街道、均禾街道、石井街道、金沙街道、云城街道、鹤龙街道、白云湖街道、石门街道、龙归街道、

바이윈구의 행정구역

- 진: 人和镇、太和镇、钟落潭镇、江高镇